# Второй Будда
Есть несколько особо выдающихся буддийских деятелей, которые удостаивались звания Второй Будда (тиб. sangs rgyas gnyis, кит. 第二佛陀, калм. Хойрдгч Йилһсн). Не следует путать со следующим буддой Майтрейей (пали Меттея), он будет пятым буддой нашей кальпы.

## Шарипутра
Шарипутра (пали Сарипутта). Один из первых учеников Будды. Прославившийся своей мудростью. «Генерал Дхармы», о нём Будда говорил так: «как старший сын короля поворачивает своё колесо точно так же, как его отец, так и ты, Шарипутра, поворачиваешь колесо высшей Дхармы так же совершенно, как и я». (См.: Махапариниббана сутта, гл. 3)

## Нагарджуна
Нагарджуна (санскр. Nāgārjuna) (150—250), индийский философ, основатель одной из четырёх основных философских школ буддизма — Мадхьямаки (Шуньявада). Открыл праджняпарамитские тексты и разработал их философию. В тибетской традиции иногда упоминается как Второй Будда.

## Васубандху
Васубандху (IV век), наряду со своим братом Асангой один из основателей буддийской философской школы Йогачара (Читтаматра), учитель Абхидхармы

## Падмасамбхава
Падмасамбхава (санскр. Padmasambhava, кит. 蓮華生上師; тиб. Pema Jungne) (Шакьясимха). На санскрите имя означает «рождённый из лотоса». В тибетской традиции более известен как Гуру Римпоче (Драгоценный Учитель). Основал тибетскую тантрическую традицию в VIII веке. Почитается как Второй Будда в школе Нингма.

## Атиша
Атиша Дипанкара Шри Джняна (982—1054), буддийский учитель, восстановивший буддизм в Тибете. Основатель традиции Кадампа.

## Пхагмо Друпа
Пхагмо Друпа Дорчжэ Гьялпо (Рhag Mo Gru Рa rDo rJe rGyal Рo, 1110—1170) (Шакьендра), основатель школы Пхагдру Кагью.

## Лонгченпа
Лонгчен Рабджам (Вайли Klong-chen rab-'byams-pa, 1308—1364, возможно 1369), великий йогин и философ XIV века, тертон, автор многочисленных произведений посвящённых самым разным аспектам эзотерического буддизма, в особенности основе, пути и плоду великого совершенства.

## Цонкапа
Чже Цонкапа (1357—1419), реформатор тибетского буддизма и основатель традиции Гелук. Главный учитель первого Далай-Ламы.

## Гампопа
Гампопа, один из основателей школы кагью.

## Пхагмо Друпа
Пхагмо Друпа Дорчжэ Гьельпо (Рhag Mo Gru Рa rDo rJe rGyal Рo, 1110-1170) (Шакьендра), основатель школы Пхагдру Кагью.

## Нитирэн
Нитирэн у части последователей считается Истинным Буддой, открывшим окончательное учение в эпоху упадка Дхармы и предсказанным Буддой Шакьямуни.

## Хуэйнэн
Хуэйнэн — Шестой патриарх чань-буддизма  в Китае также входит в этот список. Его сочинение «Алтарная сутра» (712 г. н.э.) в качестве сутры (Слова Будды) входит в китайскую трипитаку (свод буддийского канона на китайском языке, включающий как переводные с санскрита сочинения, так и написанные на китайском языке в Поднебесной).